# Éric Doligé
 (mai 2017).
Éric Doligé, né le 25 mai 1943 à Paris, est un homme politique français, membre du groupe Union pour un mouvement populaire (UMP). Il est élu président du conseil général du Loiret de 1994 à 2015. Il siège au Sénat de 2001 à 2017.

## Parcours professionnel
Diplômé de l'école de commerce de l'EDHEC, Éric Doligé occupe par la suite les fonctions de président des Établissements Plisson de 1969 à 1994.[réf. nécessaire] Il est également président du CEPRI de 2006 à 2012,.

## Parcours politique
Éric Doligé est d'abord élu en 1983 maire de Meung-sur-Loire, commune de 5 500 habitants se trouvant au sud-ouest d'Orléans. Deux ans plus tard, il est élu conseiller général du canton de cette ville.
En 1988, il est élu député de la 2e circonscription du Loiret. Il est réélu à cette fonction en 1993 et en 1997.
En mars 1994, Kléber Malécot, alors président du conseil général du Loiret, est battu dans son propre canton en grande partie à cause d'une affaire judiciaire dans laquelle il est cité. Éric Doligé se présente alors à la présidence du conseil général et y est élu.
Lors des élections sénatoriales de 2001, il prend la tête d'une liste RPR-DVD-CNIP qui récolte 34,43 % des voix : les deux premiers de la liste sont alors élus à savoir Éric Doligé et Janine Rozier. Il quitte par conséquent sa fonction de député. C'est Serge Grouard, maire d'Orléans qui lui succède en étant élu lors des élections législatives de 2002. Il est réélu dix ans plus tard en 2011 au 2d tour (le scrutin n'est plus de liste) récoltant 53,22 % des voix.
Le 4 décembre 2014, il est nommé, par le président de l'UMP Nicolas Sarkozy, coordinateur pour les élections départementales. Toutefois, il ne se représente à un nouveau mandat de président du conseil général du Loiret. C'est Hugues Saury qui lui succède.
Il soutient François Fillon pour la primaire présidentielle des Républicains de 2016.
Il parraine Laurent Wauquiez pour le congrès des Républicains de 2017, scrutin lors duquel est élu le président du parti.
Il est nommé membre du Haut Conseil des finances publiques pour une durée de cinq ans le 21 septembre 2020 par le président du Sénat Gérard Larcher.

## Mandats électifs
- 1983 - 2001 : maire de Meung-sur-Loire
- 1988 - 2001 : député du Loiret
- 1994 - 2015 : président du conseil général du Loiret
- 1995 - 2001 : président de l’association des maires du Loiret
- 2001 - 2017 : sénateur du Loiret
- 1999 - 2005 : président de l’établissement public de l’aménagement de la Loire et de ses affluents (EPALA)
- Depuis le 3 mars 2005 : président des services d’incendie et de secours du Loiret
- 2005 - 2011 : président de la Conférence nationale des services d’incendie et de secours (CNSIS)
- 2006 - 2011 : président de l’association Atlantique-Rhin-Rhône
- 2006 - 2012 : président du centre européen de prévention des risques d’inondation (CEPRI)
- 2008 - 2012 : 2e vice-président de l’assemblée des départements de France (ADF)
- 2011 - 201? : secrétaire national de l'UMP chargé de la décentralisation, de la sécurité civile, et de la simplification des normes ; président de l’association de soutien pour l’exercice des responsabilités départementales et locales (ASERDEL) qui rassemble 36 départements français
- Jusqu’en octobre 2012 : président du SIVOM pour l’aménagement et l’équipement de la région de Meung-sur-Loire - Beaugency
- Depuis septembre 2014 : président du groupement d'intérêt public Loire et Orléans éco

## Commissions et délégations sénatoriales
Sénat :
- Président de la Commission spéciale chargée du contrôle des comptes et de l'évaluation interne dont il était rapporteur depuis 2011
- Vice-président de la Commission spéciale chargée d'examiner le projet de loi relatif à la délimitation des régions, aux élections régionales et départementales et modifiant le calendrier électoral
- Membre de la Commission des Finances
- Membre de la délégation sénatoriale aux collectivités territoriales et à la décentralisation
- Vice-Président de la délégation sénatoriale aux outre-mer